# オリコン・エンタテインメント
オリコン・エンタテインメント株式会社（Oricon Entertainment Inc.）は、かつて存在した音楽に関する出版事業を運営する会社である。2015年10月のオリコングループ再編により、会社法人としては消滅。

## 概要
かつては旧株式会社オリコンとしてヒットチャート事業なども行っていたが、旧オリコン本体の株式が小池聰行の100%所有であったため、相続手続きに当たって、上場会社であるオリコン・グローバルエンタテインメントを親会社とし、会社分割により設立され関連事業の事業譲渡が行われた。
2015年10月、オリコン株式会社の完全子会社である株式会社oricon MEによる吸収合併により、事業継承されて会社法人としては消滅。

## 沿革
- 1967年 株式会社オリジナルコンフィデンスの社名で創業。
  - 創業者小池聰行が、日本で初めてのレコード売り上げランキング誌である『総合芸能市場調査』（『総合芸能市場調査　コンフィデンス』を経て、最終的には『コンフィデンス』）を創刊。
- 1970年 毎週出されるオリコンチャートを縮刷版にして纏めた『コンフィデンス年鑑』（現：『ORICON エンタメ・マーケット白書』）を創刊。
- 1979年 一般向け音楽情報誌として『オリコン全国ヒット速報』（のち『オリコンウィークリー』を経て『オリ★スタ』）を創刊。
- 1992年 株式会社オリコンに社名変更。
- 1999年 データベース事業等をおりこんダイレクトデジタル株式会社（現：オリコン株式会社）に分離。
- 2001年 創業者の小池が死去。オリコン・グローバルエンタテインメント（現：オリコン株式会社）の子会社になる。
- 2002年 オリコン・エンタテインメント株式会社に社名変更。
- 2015年 株式会社oricon MEに吸収合併され、同社の雑誌・書籍出版部門となる。

## 刊行雑誌

### コンフィデンス
1967年に、同年の5月4日号として創刊、週刊。オリコンチャート本紙。
後述するオリ★スタよりも詳しいチャートを掲載すると共に、音楽業界の動向を解説。2008年の『ORICON BiZ』への改称後は、音楽のみならずエンターテインメント業界の動向を広く解説していた。芸能事務所やレコード会社向けで、定価が5000円（消費税別）と、日本一高価な週刊誌としても知られた。
2015年より、テレビドラマを対象とした賞・コンフィデンスアワード・ドラマ賞を主催する。
2020年3月30日号をもって休刊。
なお、日本初の音楽チャート誌は、『コンフィデンス』の創刊以前、1966年頃にラジオ関東のディレクターだった大谷亘の企画・東和企画の編集で短期間だけ発行された『トップ20』であり、大谷は自分が小池聰行にレコード売り上げランキング誌の創刊を提案したことが『コンフィデンス』の基になったと主張している。一方で、小池聰行は大谷との雑談をヒントにはしたものの、『コンフィデンス』そのものは自分の独創と主張していた。
誌名の推移（時期によってロゴ違いのバージョンがある） 
- 1967年5月 - ：『総合芸能市場調査』
  - 創刊当初はガリ版で刷られていた[5]。
- 1969年3月 - ：『総合芸能市場調査 コンフィデンス』
- 1992年11月 - ：『オリジナルコンフィデンス』
  - ロゴは『ORIGINALコンフィデンス』→『ORIGINAL CONFIDENCE』→『OC ORIGINAL CONFIDENCE』→『ORIGINAL CONFIDENCE』と変遷した。
- 2008年7月 - ：『ORICON BiZ』
- 2011年4月 - ：『ORIGINAL CONFIDENCE』
- 2015年10月 - ：『コンフィデンス』

発行部数
- 2018年 - 5000部[6]

### オリ★スタ
『コンフィデンス』の一般版。
1979年、同年の8月6日号（表紙には「8月1週」と記載。『オリコン全国ヒット速報』の「00号」）として創刊、週刊。チャート情報だけでなく、音楽情報を広く取り扱う。創刊当時は新聞のような薄い冊子で、社名「オリジナルコンフィデンス」を略し「オリコン新聞」とも呼ばれていた。2016年4月4日号をもって休刊。
誌名の推移（時期によってロゴ違いのバージョンがある）
- 1979年8月6日号 - ：『オリコン全国ヒット速報』
- 1981年6月 - 1994年5月2・9日号 ：『オリコン・ウィークリー』
- 1994年5月16日号 - 2001年4月30日号 ：『オリコン・ウィーク The Ichiban』（オリコン ウィーク ザ・一番）
  - 音楽チャートのみならず、あらゆるエンターテインメントの「一番」を取り上げる方針となる[7][10]。
  - 1994年11月14日号から雑誌サイズが変更（B4判→A4ワイド判）され、休刊まで続いた。
- 2001年5月7・14日号 - 2004年7月26日号 ：『Weekly Oricon』（WO）
- 2004年8月2日号 - 2008年10月6日号 ：『oricon style』
- 2008年10月13日号[11]  - 終刊：『オリ★スタ』（Only Star、誌名から「オリコン」の文字が消える）
  - 2009年7月27日号で、通巻1500号を達成[12]。
  - 2015年時点のキャッチコピー・「流行モノ大好き 女の子のためのエンタメライフマガジン」で表されている通り、ジャニーズ事務所に所属する男性タレントを中心とした内容となった。

発行部数
- 1985年頃におニャン子クラブを特集し、初めて10万部を完売する[7]。
- 1999年 - 約34万部[7]
- 2010年 - 34万部[13]

### De-View
1983年創刊、月刊。芸能界を目指す人向けのオーディション情報誌の大手。
2002年に倒産した勁文社より出版を引き継ぐ。2015年4月号をもって休刊し、ウェブによる情報提供に移行。

### kids Style
2003年創刊、月刊。1996年のDe-View増刊『Kids De-View』（季刊）が母体。
親子のためのファッション誌。『Kids De-View』の中心だったオーディション情報は規模を縮小していた。
2007年12月号をもって休刊。

## 刊行年鑑

### ORICON エンタメ・マーケット白書
1970年創刊。年刊だが、一号だけ「1972年・73年合併版」となっている。
オリコンが発表する各種の年間ランキングをはじめとして、オリコンチャートの縮刷版も掲載している。2010年の『ORICON エンタメ・マーケット白書』への改称後は、音楽のみならずエンターテインメント業界の動向を広く解説している。
号数について
発行年と表記年（号数）の関係は、『コンフィデンス年鑑』『オリコン年鑑』時代は、発行年を号数として表記していたが、『ORICON エンタメ・マーケット白書』への改称後は、掲載しているランキングの年（発行年の前年）を号数として表記するようになった。このため、『オリコン年鑑』と『ORICON エンタメ・マーケット白書』には共に「2009年版」が存在する。
誌名の推移
- 1970年版（1970年発行） - ：『コンフィデンス年鑑』
- 1980年版（1980年発行） - ：『オリコン年鑑』
- 2009年版（2010年発行） - ：『ORICON エンタメ・マーケット白書』